# Некромант (фильм, 2005)
«Некромант» — фильм тайского режиссёра Пийапана Чупетча, снятый в 2005 году.

## Сюжет
Из тюрьмы в Бангкоке сбегает обладающий незаурядными магическими способностями Итти. Полиция предполагает, что он отправится на родину. Там к поискам беглеца подключают молодого, но перспективного лейтенанта Санти. Ему объясняют, что Итти был когда-то полицейским, специализирующимся на борьбе с некромантами, однако для этого он сам начал практиковать чёрную магию. Однажды у него возник конфликт с коллегами, что привело бывшего полицейского в тюрьму.
Со временем оказывается, что реальная картина отнюдь не такова, как её описывали Санти начальники. Оказывается, что Итти вынудили пойти по этому пути, и теперь он больше всего желает отомстить бывшим коллегам. С другой стороны некромант понимает, что у Санти есть магический дар, но пытается предостеречь лейтенанта от следования по пути тёмных искусств.
Однако юноша становится одержим идеей одолеть Итти. Он развивает свои способности, и в лагуче на одном из болот между ними происходит кровавая схватка, где магия и боевые искусства сливаются воедино. Некромант напускает на Санти демонических существ, однако лейтенант справляется с ними. Затем юноша избивает до смерти бывшего полицейского и получает его силу. Однако теперь быть некромантом — это бремя Санти.

## В ролях
| Актёр              | Роль    |
| ------------------ | ------- |
| Акара Амкарттаякул | Санти   |
| Том Данди          | Терасак |
| Чатчаи Пленгпанич  | Итти    |

## Награды
- 2005 Asia-Pacific Film Festival — приз за спецэффекты
- 2005 Thailand National Film Association Awards
  - приз в категории «лучший актёр»
  - номинация на приз «лучший фильм»